# Muravinka
Muravinka (en rus: Муравинка) és un poble de l'óblast de Briansk, a Rússia, segons el cens del 2013 tenia 5 habitants. Pertany al districte de Zlinka.